# André Mancey
 (juin 2025).
André Mancey, né le 17 juin 1913 à Camblain-Châtelain et mort le 26 décembre 1984 à Calonne-Ricouart, est un homme politique français ayant été élu député du Pas-de-Calais de 1951 à 1958 puis de 1967 à 1968. Il a également été maire de Calonne-Ricouart et conseiller général du Pas-de-Calais.

## Biographie
Né à Camblain-Châtelain en 1913, André Jules Victor Mancey est mineur et militant syndical CGT. Résistant pendant la Seconde Guerre mondiale, André Mancey entame une carrière politique après la guerre. Au sein du PCF, Mancey est élu maire de Calonne-Ricouart en 1947 et reste trente ans à la tête de cette commune. Il devient également conseiller général du Pas-de-Calais en 1949 dans le canton de Houdain et le reste jusqu'en 1958.
En 1951, André Mancey entame une carrière politique nationale en étant élu député du Pas-de-Calais en 1951 au sein de la liste soutenue par le PCF. En novembre 1958, il est battu dans une triangulaire par le socialiste Télesphore Caudron. En 1967, il est élu député de la troisième circonscription du Pas-de-Calais au détriment du sortant Maurice Delory. Pierre Bonnel lui succède à partir de juillet 1968.